# 江西大青
江西大青（学名：Clerodendrum kiangsiense）是唇形科大青属的植物，为中国的特有植物。分布在中国大陆的浙江、江西等地，生长于海拔115米的地区，常生长在低海拔的树林中，目前尚未由人工引种栽培。